# Paola Velasco Pinedo
Paola Andrea Velasco Pinedo (Cochabamba, 1988) es la primera mujer boliviana que se convirtió en piloto comandante en el año 2014.

## Biografía
Es hija del cruceño Paúl Velasco y de la beniana Sandra Pinedo. La mayor de tres hermanos. En su infancia era una apasionada por la música, especialmente del violín. Cuando tenía nueve años viajó por primera vez en avión. Se sorprendió mucho de cómo una máquina de esas dimensiones podía alzar el vuelo y transportar centenares de personas. Fue el momento en el que decidió aprender y ser parte del mundo de la aviación. Su familia al principio pensó que era un sueño pasajero, pero cuando terminó el colegio y llegó la hora de decidir sus estudios, se dieron cuenta de que era en serio y le brindaron su apoyo. Cuando terminó el bachiller ingresó a la Escuela de Aviación Civil (Proboal) del Trompillo. A los diecisiete años obtuvo el título de piloto comercial.

### Trayectoria profesional
En el año 2007 hubo una convocatoria de Aerosur, a la que se presentó y así fue cómo a los 18 años firmó su primer contrato para trabajar en una aerolínea como ingeniera de vuelo. Tras cinco años en ese puesto fue ascendida a copiloto donde estuvo tres años. Pasó a la empresa estatal boliviana de aviación (BOA). En el año 2014, a los veintiséis años, esta aviadora ascendió a comandante de vuelo, siendo la primera mujer boliviana cualificada para el principal puesto responsable de un avión. Y una de las más jóvenes del continente latinoamericano.